# Ängsö nationalpark
Ängsö är en ö och nationalpark som ligger i Stockholms norra skärgård mellan Norrtälje och Stockholm, i Roslagens innerskärgård. Ön är belägen i Norrtälje kommun och Stockholms län.
Det går turtrafik med båt till ön från centrala Stockholm samt Östanå i Österåkers kommun under sommarsäsongen. Ängsö är också tillgänglig för privata båtar, men 1 februari-15 augusti är det tillträdesförbud på östra sidan (fågelskyddsområde).

## Historik
På 1600-talet utgjordes Ängsö av två öar Västerö och Österö, med ett sund emellan. Egendomarna, som då ingick i Väringsö kronofogdehemman i Vettershaga enligt en karta från 1639 användes till slåtter. På kartan omtalades ön som Engh til höö. Ännu 1709 skiljde ett sund öarna, men på grund av landhöjningen växte öarna ihop och vassruggen som uppstod användes som betesfoder. Bebyggelse saknades till dess den första torparen, Erik Hansson, bosatte sig 1725 på ön. Husen revs på 1820-talet varefter nya uppfördes. Det historiska sundet blev ängsmarken Stormaren. Det utläses stor-maren där mar betyder grund havsvik. Under 1800-talet odlades allt större delar av ängsmarken upp. 1857 flyttade den sista torparen, Adam Michelsen, ut på Ängsö. Han var ursprungligen livländare men hade arbetat som dräng på Väringsö. Han omkom tidigt och efterlämnade en änka, Carolina, två söner och en dotter. Torpet låg vid Svartviken och 2015 vittnade ännu diken samt ett fruktträd om torpartillvaron. Ängen där de hade sitt torp heter Adamsängen och närliggande skogen kallas Adamskogen, och Ängsös nordligaste udde heter Adamsudden. Änkan levde kvar i stor fattigdom in på 1900-talet och gjorde sig ett namn som läkekunnig. Bland annat står två "lyrtallar", två tallar med varsin stor klyka, som användes som smöjträd. Den ena användes mot engelska sjukan, och den andra mot "alla andra sjukdomar". Vid Hemvreten, mot södra udden, byggdes 1954 ett nytt bostadshus vilket under 1990-talet kompletterades med en maskinhall.

## Nationalparken
Den 24 maj 1909 beslutades att nio nationalparker skulle inrättas, bland dem Ängsö valdes tack vare sin idylliska och blomsterrika kulturlandskapsmiljö och avstyckades från Väringsö. En av initiativtagarna var Ivar Afzelius, som från 1892 var sommarboende på Väringsö. Till en början ansåg man att torparens arbete på ön fördärvade kulturlandskapet och blomsterprakten. Därför tilläts ön växa igen och sly och gran började ta över. På 1930-talet insåg myndigheterna sitt misstag och på 1940-talet inleddes arbetet att återöppna Ängsös landskap. Skötseln förföll igen i början av 1950-talet, då nya insatser ledde till permanent förbättring av läget. Ytterligare åtgärder vidtogs under 1980-talet syftande till att återställa Ängsö till det skick ön hade vid sekelskiftet 1900. Ängsö förvaltas 2015 av Länsstyrelsen i Stockholm.

## Bilder från Ängsö

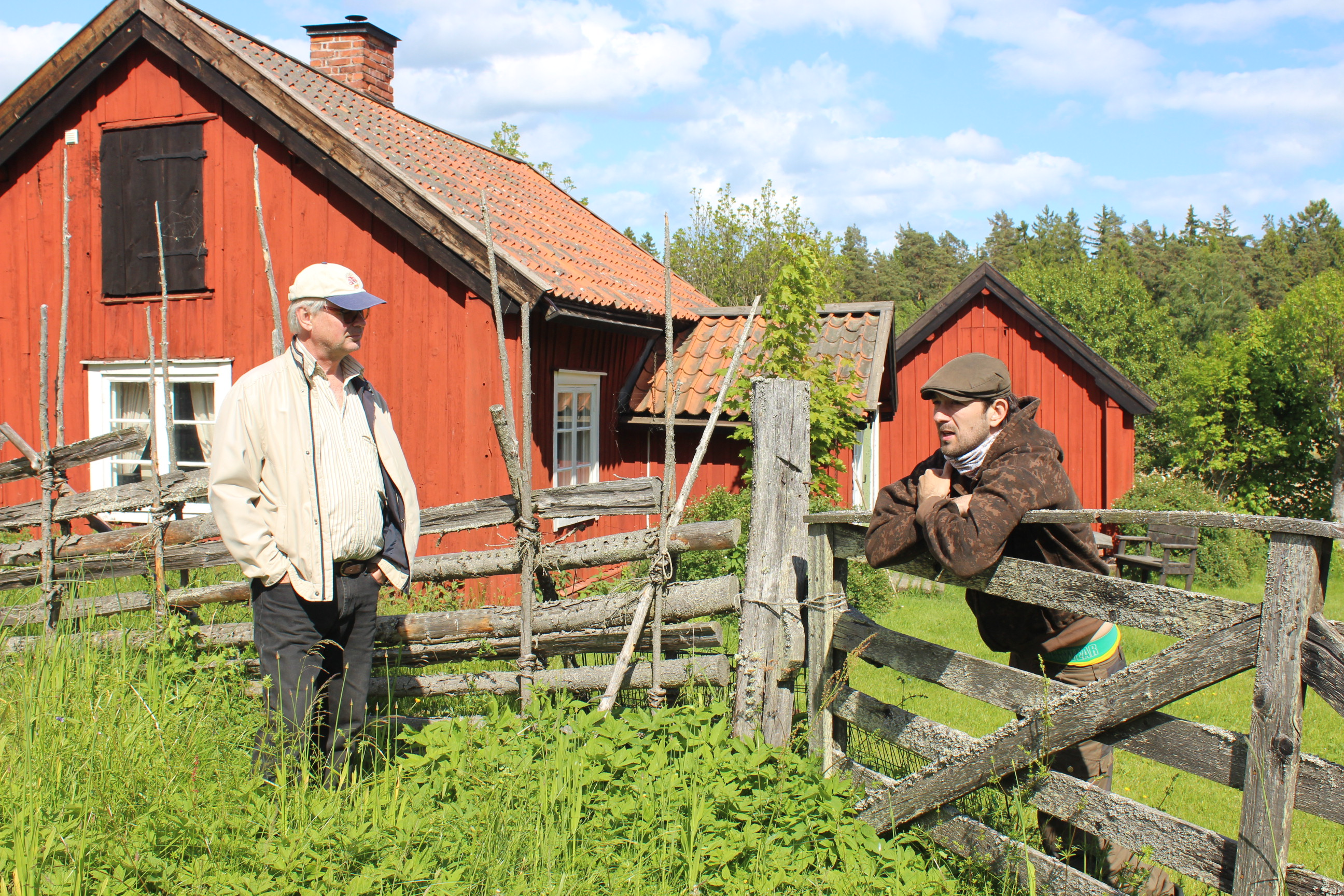
Länsstyrelsens naturbevakare till höger.
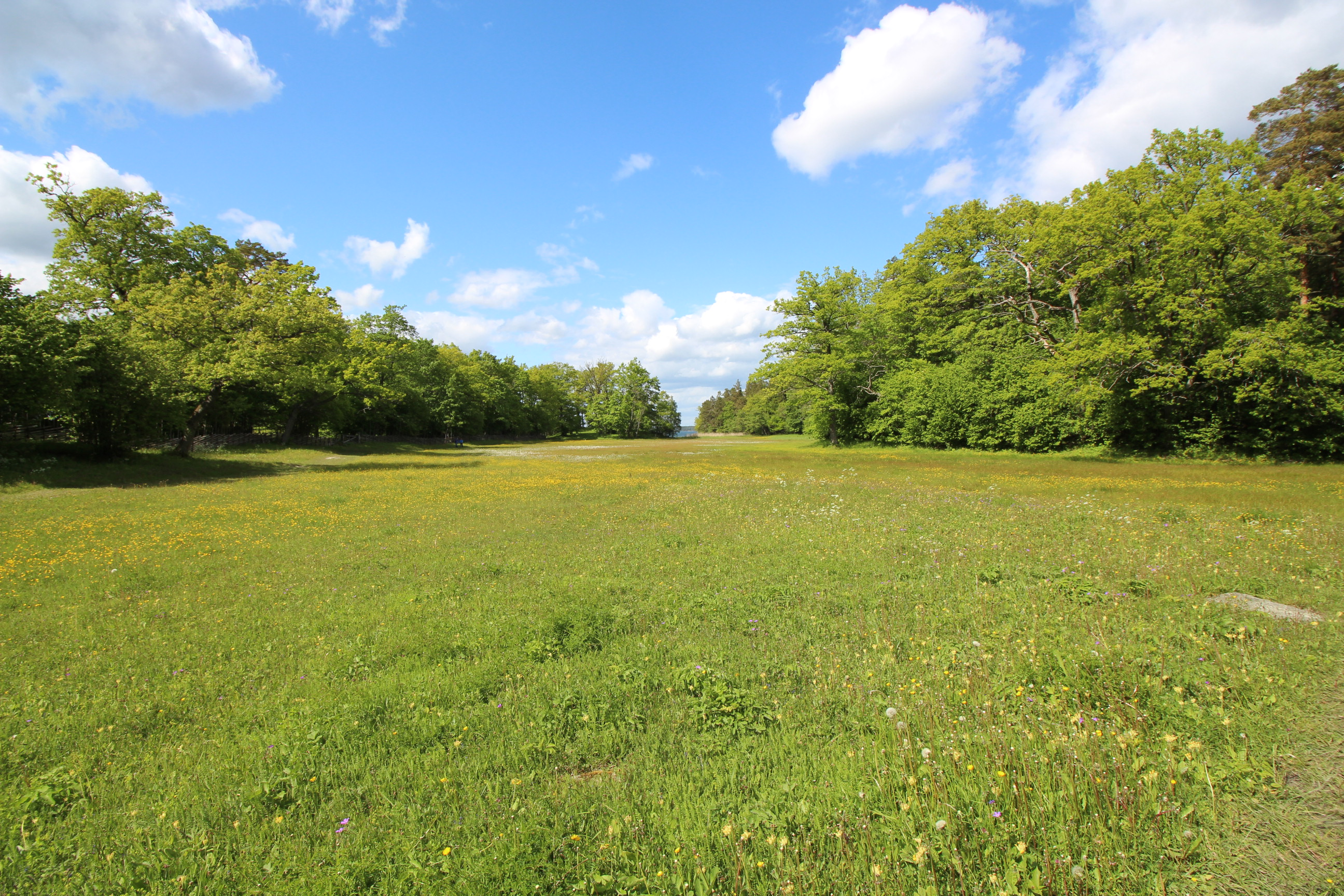
Långängen.
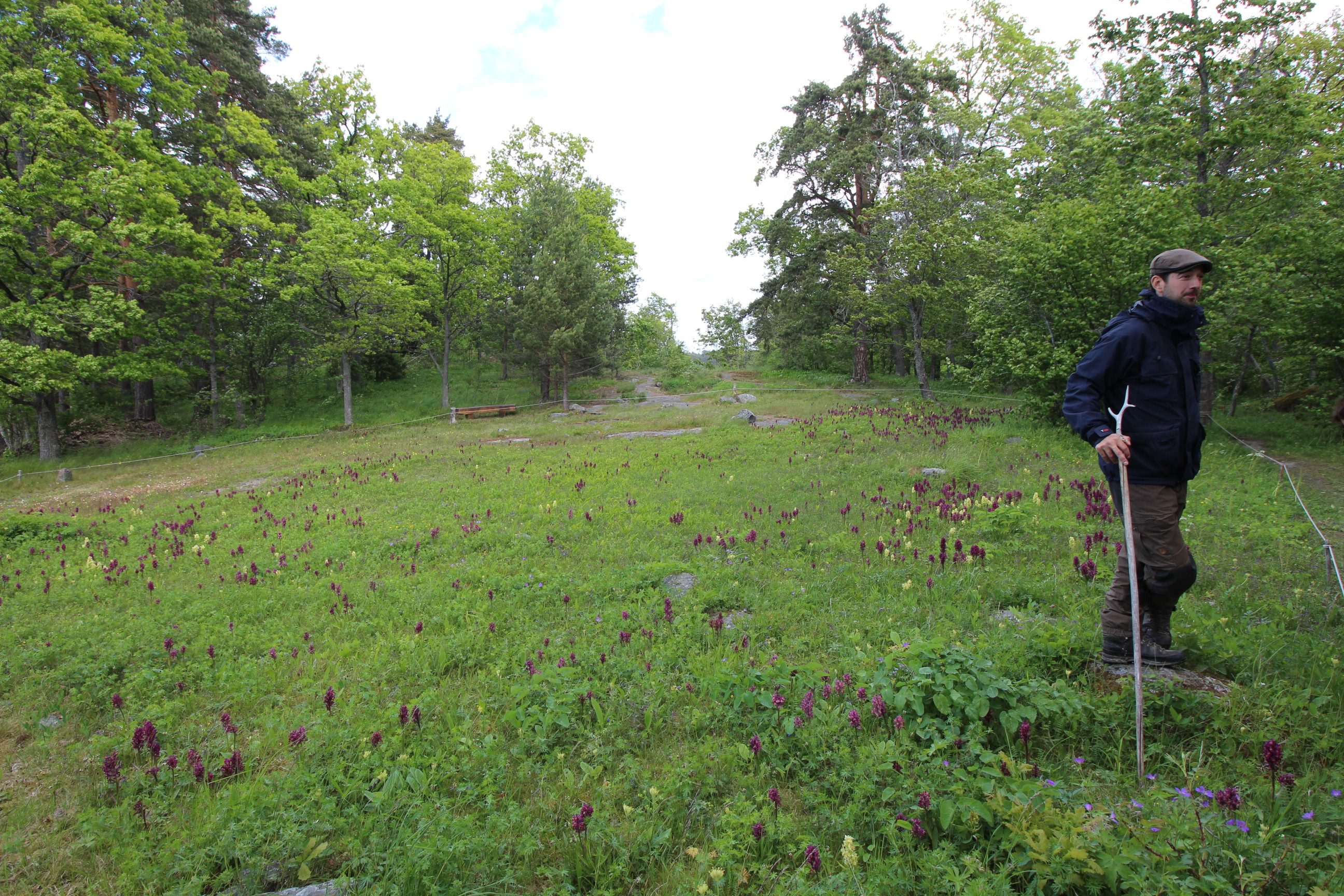
Förekomster av Adam och Eva.
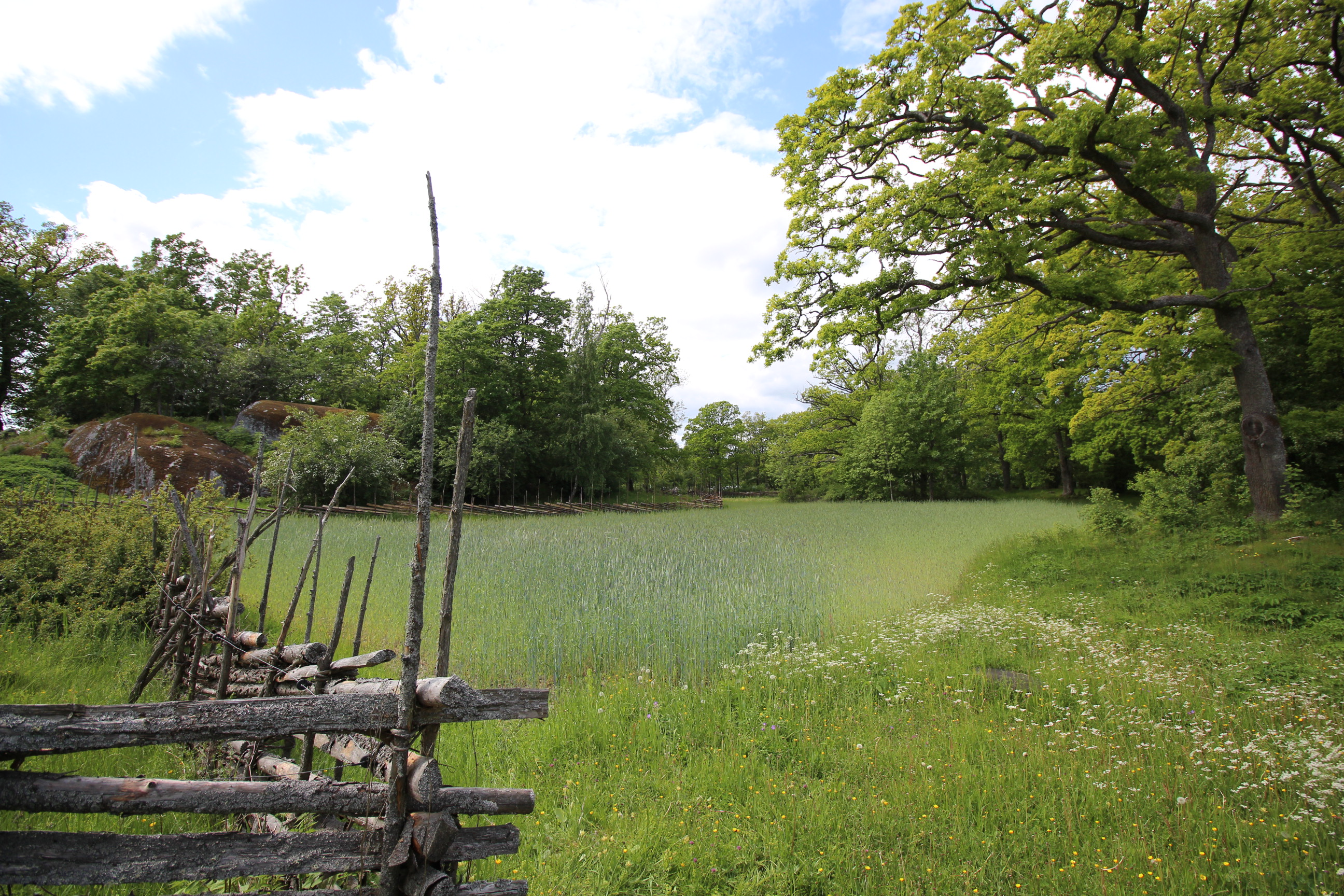
Åker vid Hemvreten.
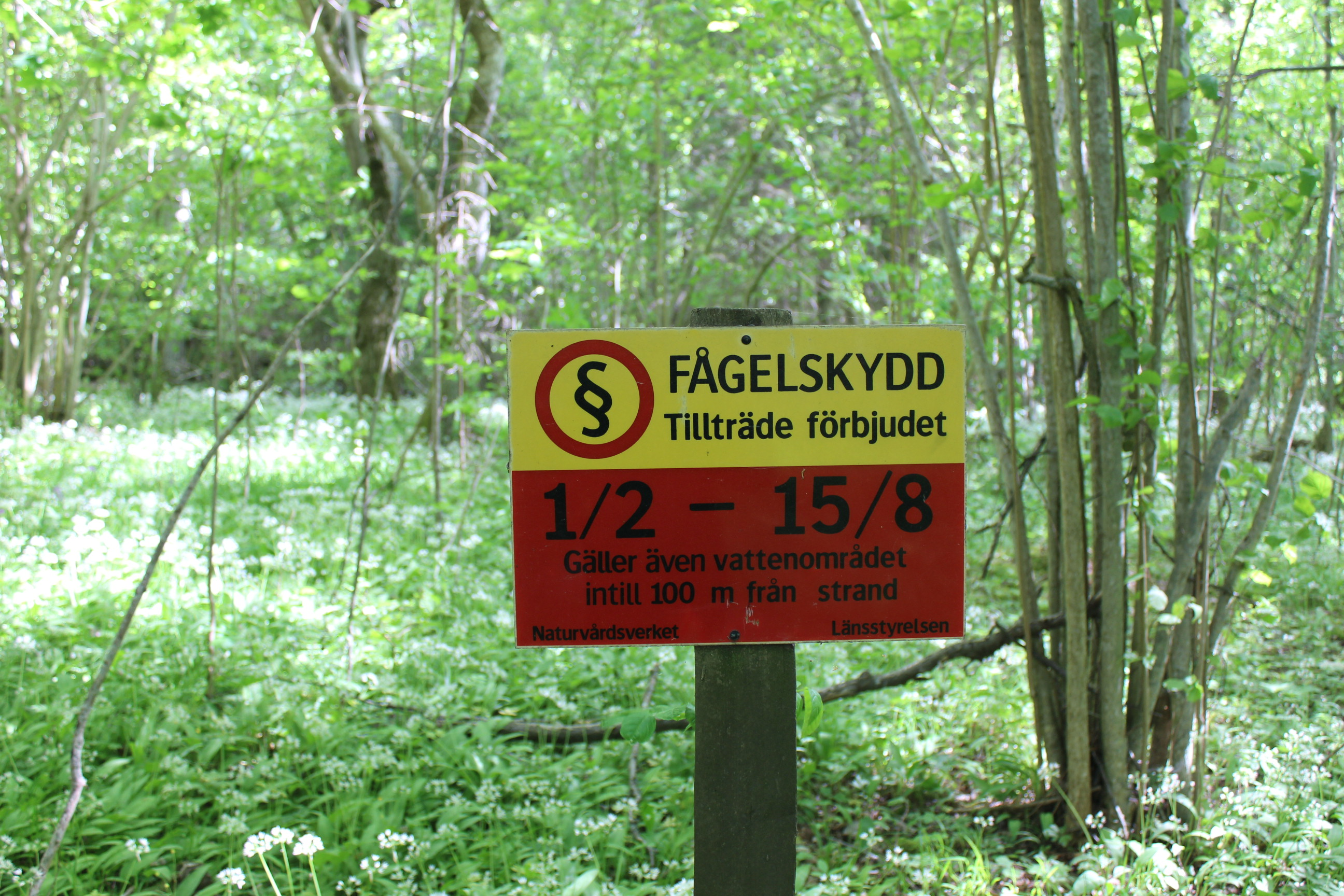
Gräns till fågelskyddsområde.
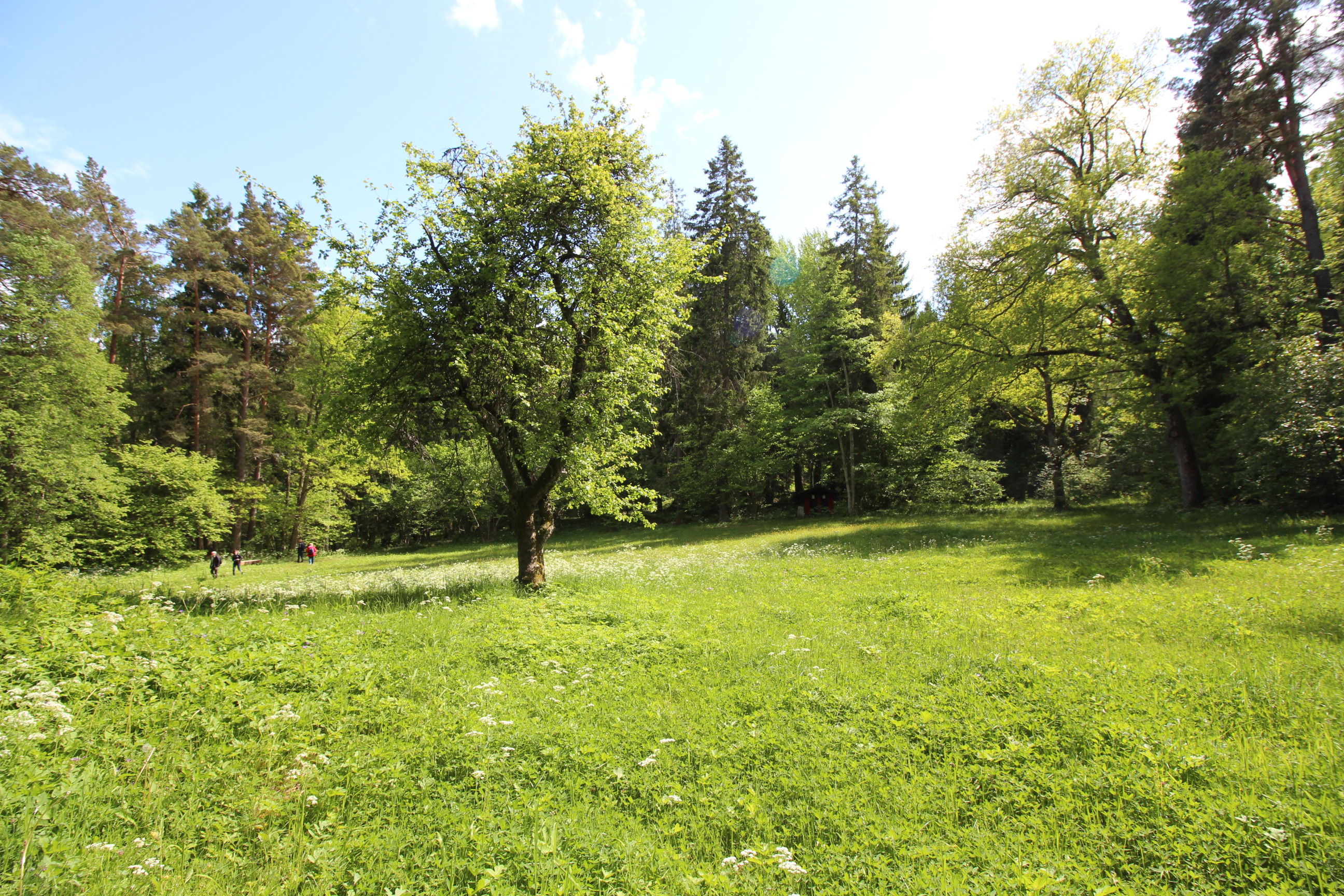
Adamsängen vid Svartviken.
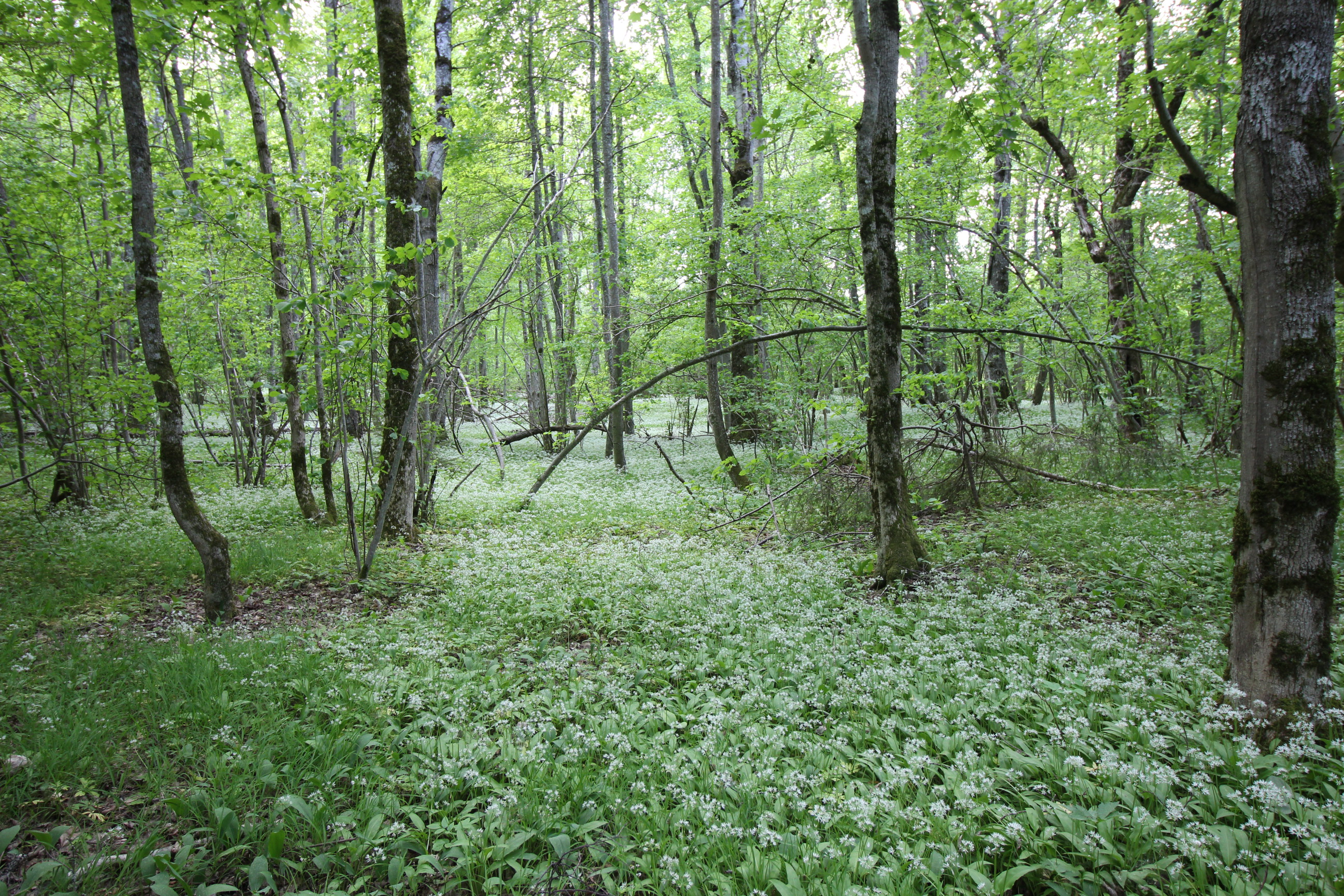
Ängsö skogar.